# Identity Unknown
Identity Unknown é um filme de drama produzido no Reino Unido em 1960, dirigido por Frank Marshall e com atuações de Richard Wyler, Pauline Yates e Patricia Plunkett.